# گقام آتماجیان
گقام آتماجیان (ارمنی: Գեղամ Միհրանի Աթմաճյան؛ ۱۸ نوامبر ۱۹۱۰ – درگذشته ۱۹ مهٔ ۱۹۴۰) با نام مستعار Sema شاعر، ویراستار اهل فرانسه بود. وی عضو مقاومت فرانسه و یکی از نجات‌یافتگان نسل‌کشی ارمنی‌ها بود.

## زندگی‌نامه
وی در ۱۸ نوامبر ۱۹۱۰ در بافرا به دنیا آمد. آتماجیان از بازماندگان نسل‌کشی ارمنی‌ها بود و در یتیم‌خانه‌های ترکیه و حلب به‌سر برد. ماری آتماجیان خواهر وی بود. در سال ۱۹۲۹ وی به پاریس نقل مکان نمود جایی که به همراه میساک مانوشیان مجله فرهنگی ارمنی "Jank" (Effort) منسر نمود. در بین سال‌های ۱۹۳۵ و ۱۹۳۷ وی دیگر مجله ارمنی «مشاکویت» (به معنی "فرهنگ") را منتشر نمود. وی اشعار، نمایشنامه ها، داستان‌های کوتاه و مقالات را تألیف نمود. وی در ۱۹ مهٔ ۱۹۴۰ در سن ۲۹ سالگی در جریان جنگ جهانی دوم هنگام خدمت در ارتش فرانسه کشته شد. خواهرش ماری آتماجیان شرح حالی دربارهٔ وی به رشته تحریر درآورد.